# League for Programming Freedom
La League for Programming Freedom (LPF, Liga para la Libertad de Programación) fue fundada en 1989 por Richard Stallman para unificar a los desarrolladores de software libre así como a los desarrolladores de software propietario para luchar contra las patentes de software y contra la expansión del ámbito de los derechos de autor. Su logo es la Estatua de la Libertad sosteniendo un disquete y un carrete de cinta.
Entre otras iniciativas, la liga inició la campaña «Burn all GIFs» («quemen todos los GIF») en respuesta a las acciones tomadas por Unisys, que buscaba reforzar sus patentes sobre la compresión LZW usada por CompuServe al crear el formato gráfico GIF.
El evento que tuvo mayor influencia en la formación de la liga fueron las demandas de Apple Inc. contra Microsoft sobre la base de supuestas violaciones de derechos de autor con respecto al aspecto y comportamiento («look and feel») de la interfaz gráfica de las computadoras de Apple. Después de que el juicio terminara, la liga quedó inactiva, para luego ser revivida por aquellos que se preocupaban cada vez más por el uso de las patentes de software.